# Myrmecaelurus uralensis
Myrmecaelurus uralensis är en insektsart som först beskrevs av Hölzel 1969.  Myrmecaelurus uralensis ingår i släktet Myrmecaelurus och familjen myrlejonsländor.

## Underarter
Arten delas in i följande underarter:
- M. u. jakushenkoi
- M. u. longiventris